# The Massacre: Special Edition
The Massacre: Special Edition es la edición espacial de "The Massacre", en dónde es agregado un CD con todas las canciones en videos y un tráiler del juego de 50 Cent y su película

## Lista de canciones
1. "Intro" (Producido por Eminem)
2. "In My Hood" (Producido por C Styles and Bang Out)
3. "This Is 50" (Producido por Black Jeruz)
4. "I'm Supposed To Die Tonight" (Producido por Eminem)
5. "Piggy Bank" (Producido por Needlez)
6. "Gatman And Robbin'" (featuring Eminem) (Producido por Eminem)
7. "Candy Shop" (featuring OLIVIA) (Producido por Scott Storch)
8. "Outta Control" featuring Mobb Deep (Producido por Dr. Dre)
9. "Get in My Car" (Producido por Hi-Tek)
10. "Ski Mask Way" (Producido por Disco D)
11. "A Baltimore Love Thing" (Producido por Cue Beats)
12. "Ryder Music" (featuring Dion) (Producido por Hi-Tek)
13. "Disco Inferno" (Producido por C Styles and Bang Out)
14. "Just a Lil Bit" (Producido por Scott Storch)
15. "Gunz Come Out" (Producido por Dr. Dre)
16. "My Toy Soldier" (featuring Tony Yayo) (Producido por Eminem)
17. "Position of Power" (Producido por Jonathan "JR" Rotem)
18. "Build You Up" (featuring Jamie Foxx) (Producido por Scott Storch)
19. "God Gave Me Style" (Producido por Needlez)
20. "So Amazing" (featuring OLIVIA) (Producido por Jonathan "JR" Rotem)
21. "I Don't Need 'Em" (Producido por Buckwild)